# Dagestanskije Ogni
Dagestanskije Ogni (rusky Дагестанские Огни) je město v Dagestánu v Ruské federaci. Při sčítání lidu v roce 2010 mělo bezmála osmadvacet tisíc obyvatel.

## Poloha a doprava
Dagenstanskije Ogni leží na severní úbočí Velkého Kavkazu necelé tři kilometry západně od pobřeží Kaspického moře. Od Machačkaly, hlavního města republiky, je vzdáleno přibližně 120 kilometrů jihovýchodně. Bližší město je Derbent přibližně deset kilometrů jihovýchodně.
Město leží na takzvané Severokavkazské železniční trati vedoucí z Rostova na Donu přes Machačkalu do Baku, hlavního města Ázerbájdžánu.
Přes město vede rovněž dálnice R217 Kavkaz začínající u stanice Pavlovskaja v Krasnodarském kraji u dálnice M4 Don a dále vedoucí mj. přes Armavir, Nalčik, Grozný, Chasavjurt a Machačkalu a vedoucí z Dagestanských Ogňů dále na jih do Magaramkentu a ke hranici s Ázerbájdžánem.

## Dějiny
Dagestanskije Ogni vznikly v roce 1914 v souvislosti s výstavbou sklárny. Sídlem městského typu se staly v roce 1938 a městem jsou od roku 1990.